# Blanca Mira
Blanca Mira (Jumilla, 31 de enero de 1989) es una autora española de novela y de manga conocida por ganar el X concurso de manga de Norma Editorial con Ad Mortem en el año 2015 y con Heraldos en 2019. En España publicó una de las primeras novelas estilo ranobe (de tradición japonesa), Eraclea, la leyenda de la Semilla Dorada y El príncipe de la Calamidad. En el año 2019 le fue concedido el premio "Mangaka 2019" por su trayectoria en el festival del Cómic y el Manga de Gran Canaria.

## Reseña biográfica
Inició su trayectoria en Tokio, Japón, donde estudió el japonés. Posteriormente, publicó su primera novela en el año 2013. Pero no fue hasta el año 2015 cuando hizo su primera incursión en el manga, ganando el X concurso de Norma Editorial con el manga sobre nigromantes Ad Mortem, junto al dibujante Eduard Balust.
En 2018 publicó Eraclea, la leyenda de la Semilla Dorada, una de las primeras ranobe de fantasía que vieron la luz en España, con editorial Nowevolution. Esta novela cuenta con ilustraciones manga de la mano del dibujante Adrià Inglés. En 2019, continuó publicando con la novela de crítica ecológica Después de los Polos editada por Apache Libros.
En 2020 fue guionista de Good Game!, manga serializado en la revista Planeta manga, de Editorial Planeta, junto a la dibujante Kaoru Okino, y publica una historia conclusiva (oneshot) en la revista japonesa GanGan Joker de Square Enix con Eduard Balust.
En 2021 publicó la novela ligera Japón, de estudiante a mangaka  con Editorial Planeta, con ilustraciones de Inma Ruiz Salinas. Una novela basada en las experiencias de la autora en Japón hasta lograr publicar un manga en la editorial japonesa de Square Enix. Esta novela fue nominada a los premios FICOMIC en la categoría de "mejor novela ligera".
En el año 2022 publicó la novela gráfica El príncipe de la Calamidad bajo el sello de Editorial Planeta, una novela juvenil con ilustración, cómic y narrativa, junto a las ilustradoras Laia López, Sara Lozoya y Miriam Bonastre. 

## Publicaciones de novela
- Atmala, el dolor del mundo (Punto Rojo, 2013)[13]
- Eraclea, la leyenda de la Semilla Dorada (Nowevolution Editorial, 2018)[14]
- Después de los Polos (Apache Libros, 2019)[15]
- Me enamoré mientras dormía (Roca Editorial, 2020)
- Japón: de estudiante a Mangaka (Editorial Planeta, 2021)[16]
- El príncipe de la Calamidad (Editorial Planeta, Planeta Cómic, 2022)

## Publicaciones de manga
- Ad Mortem (Norma Editorial, 2015)[17]
- Good Game! (Editorial Planeta, Planeta Manga 2019)[18]
- One-shot (Square Enix, Joker GanGan, 2020)[19]
- Heraldos (Norma Editorial, 2020)[20]
- Reflejos del Futuro (Editorial Planeta, 2022)[21]

## Premios y reconocimientos
- 2015, X concurso de manga de Norma Editorial con Ad Mortem[22]
- 2017, finalista del concurso de manga de Weekly Shonen Magazine, de Editorial Kodansha, con Imprisoned Souls[23]
- 2018, II edición del concurso CampusComic con La Locura de Conejicia
- 2019, XIV concurso de Norma Editorial con Heraldos[24]
- 2019, premio a "Mangaka 2019" concedido por el festival del Cómic y el Manga de Gran Canaria.[25]
- 2021, nominada a los premios FICOMIC por su novela "Japón, de estudiante a mangaka".